# Station Fasty
Station Fasty is een spoorwegstation in de Poolse plaats Fasty.